# Cimetière des Bernardins de Vilnius

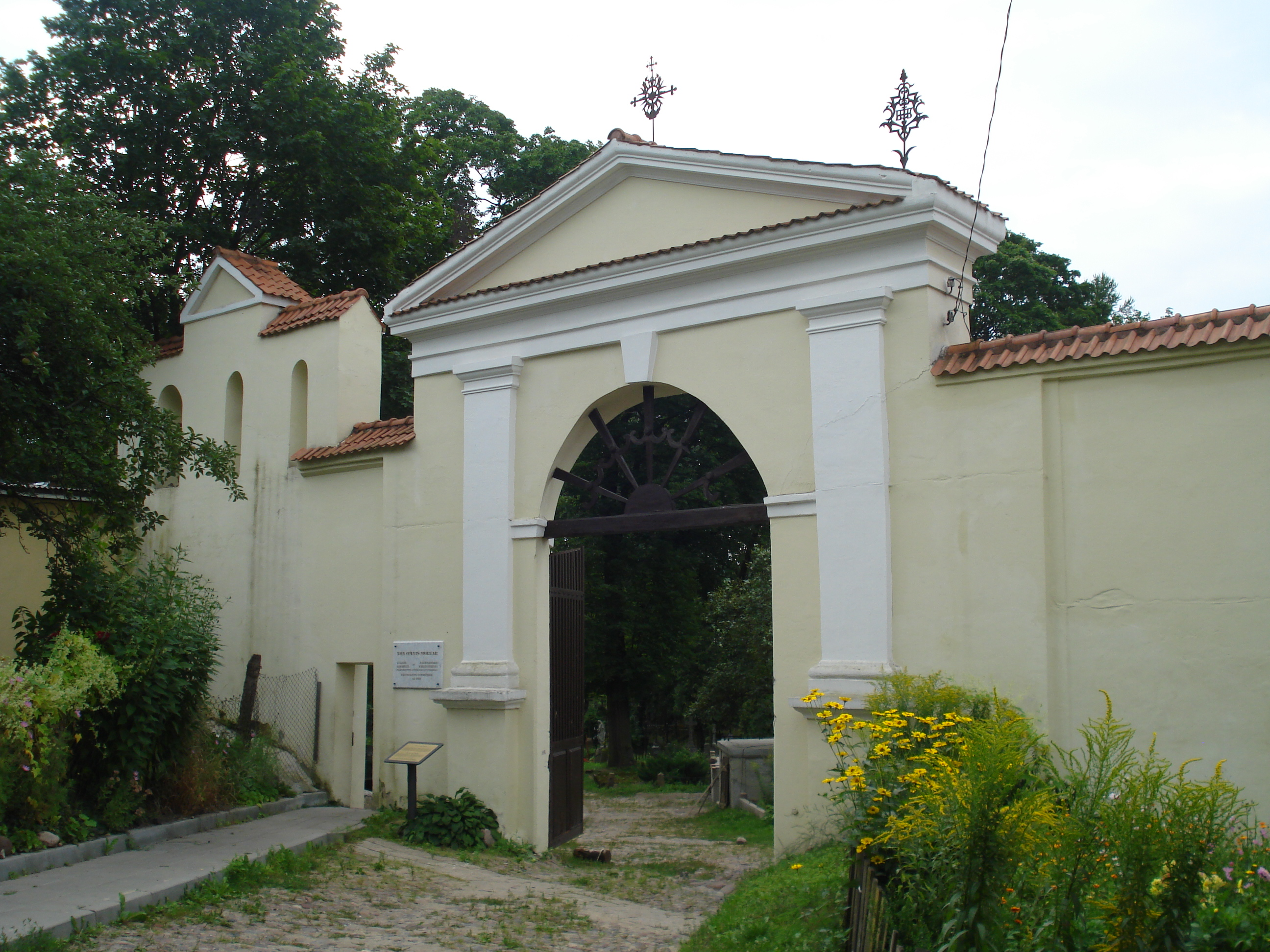
Portail du cimetière

Le cimetière des Bernardins est l'un des cimetières catholiques les plus anciens de Vilnius, puisqu'il a été consacré le 14 octobre 1810, pour remplacer un ancien cimetière tenu par les Bernardins de l'église Saint-François-d'Assise. Il comprend environ 14 000 tombes sur 38 000  m2.

## Histoire

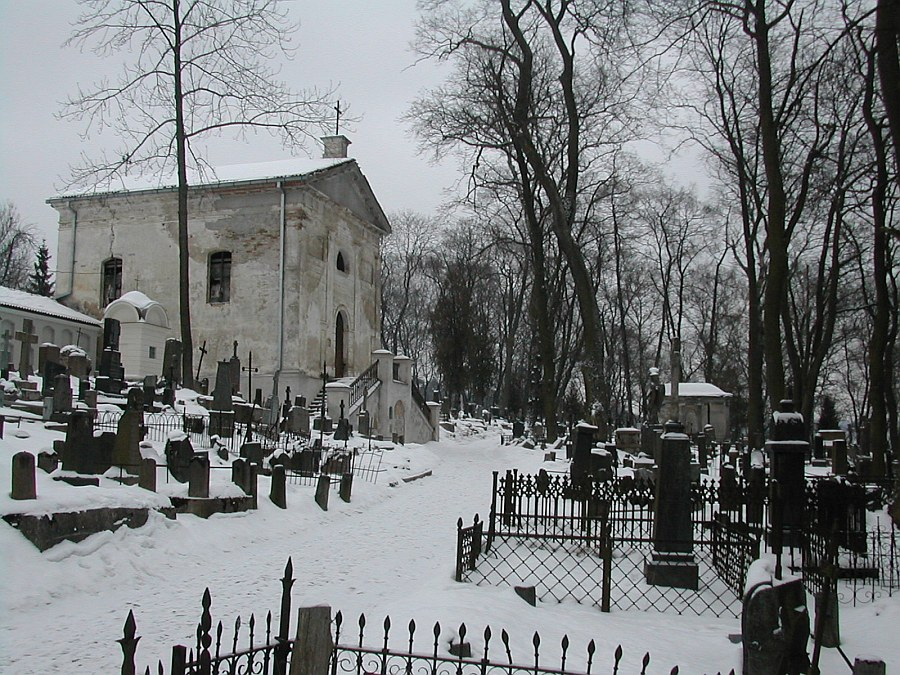
Le cimetière en hiver

Un petit calvaire néoclassique est construit en 1820 pour les dix ans du cimetière, ainsi qu'un petit clocher avec trois cloches près du portail. Le cimetière est agrandi en 1861.
Le cimetière des Bernardins a été laissé à l'abandon après la Seconde Guerre mondiale et a fermé dans les années 1970, mais un début de restauration a commencé grâce aux efforts conjoints des gouvernements polonais et lituanien à la fin des années 1990.

## Personnalités
De nombreuses personnalités polonaises y sont enterrées, parmi lesquelles:
- Léon Borowski (1784-1846), professeur de rhétorique de l'université de Wilna et poète
- Hélène Dzierzynska (1849-1896), mère de Félix Dzerjinski
- Stanislas Fleury (1861-1915), peintre et photographe
- Stanislas Boniface Jundzill (1761-1847), professeur de l'université de Wilna et botaniste, directeur du jardin botanique
- Joannes Andreas Loebenwein (1758-1822), professeur d'anatomie de l'université de Wilna
- Sophie Pilsudska-Kadenacowa (morte en 1935), sœur du maréchal Pilsudski
- Canut Rusiecki (1800-1860), peintre
- Izydor Weiss (1774-1821), graphiste et illustrateur

## Galerie

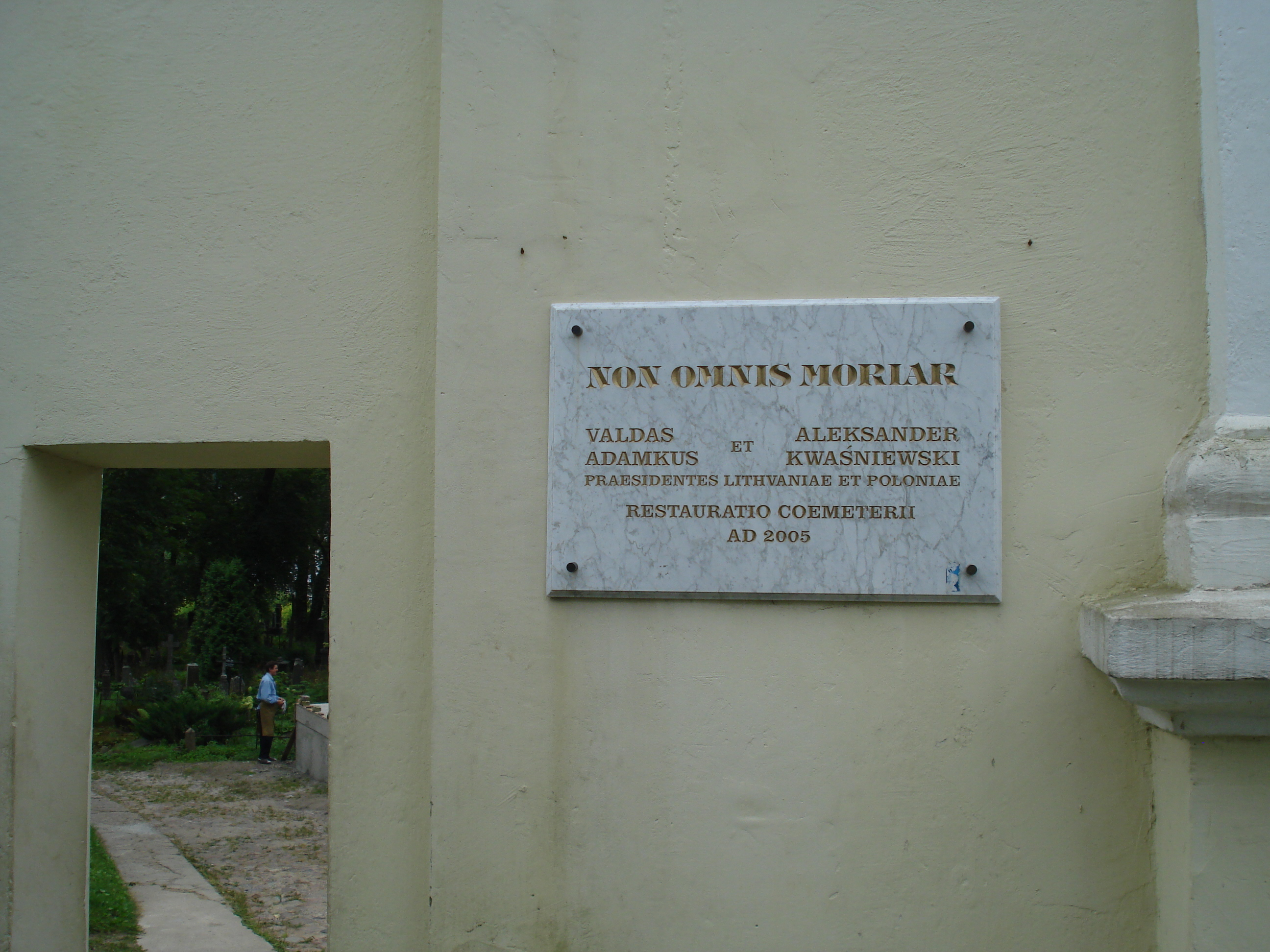
Plaque apposée par les présidents lituaniens et polonais en 2005
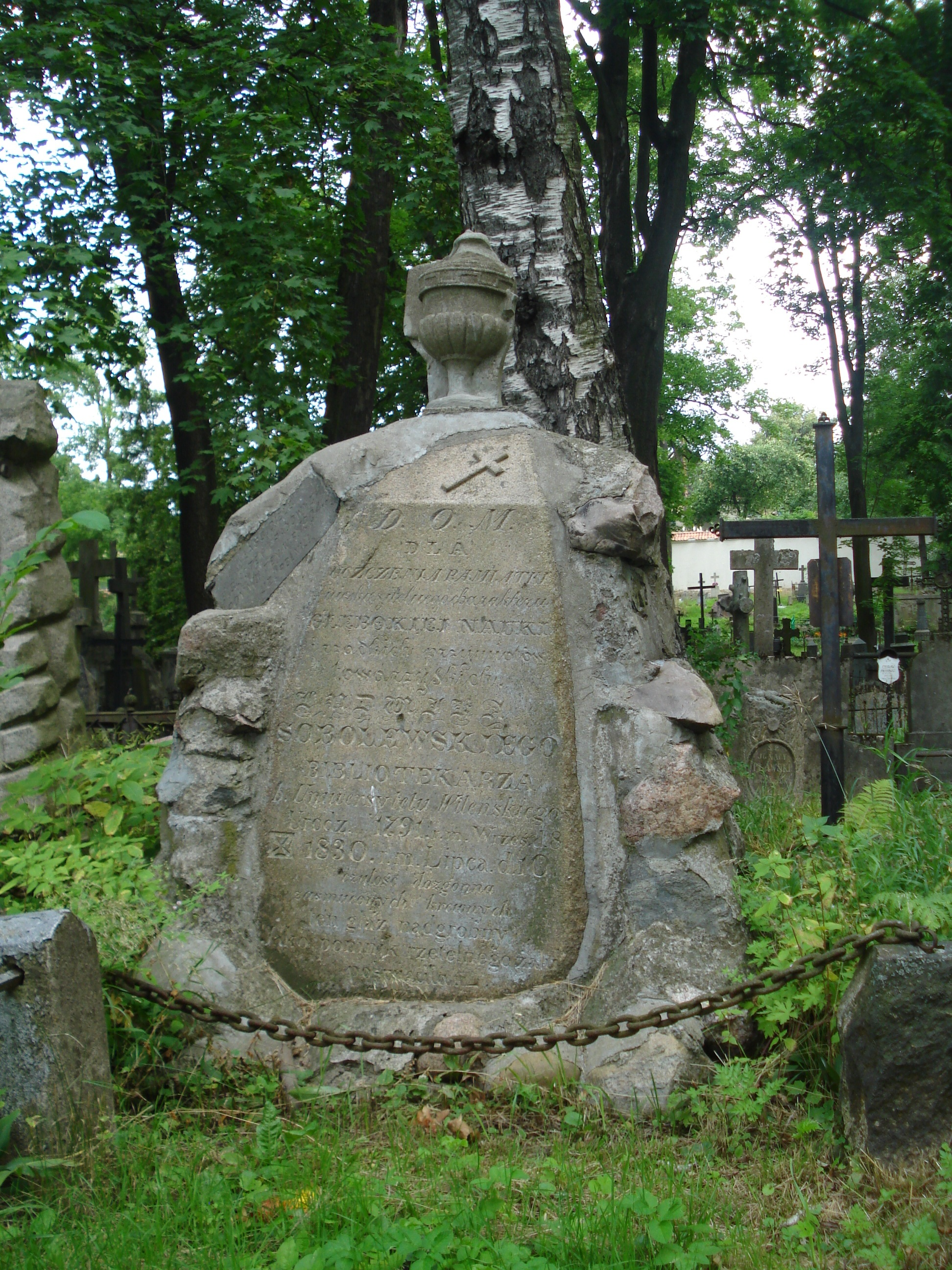
Tombe de Ludwik Sobolewski (1791-1830) écrivain et historien
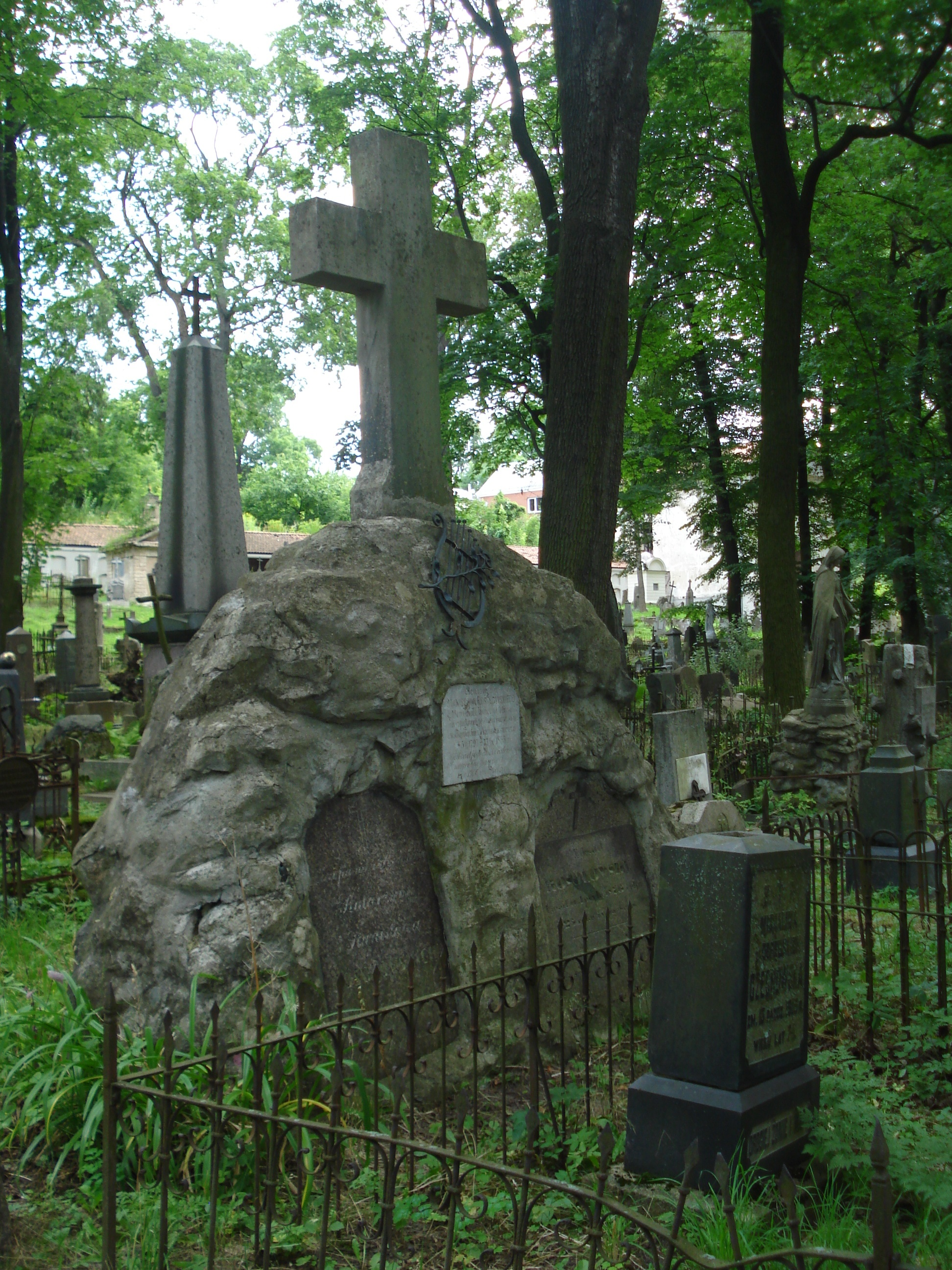
Tombe de Stanislas Rosolowski (1797-1855) écrivain et médecin
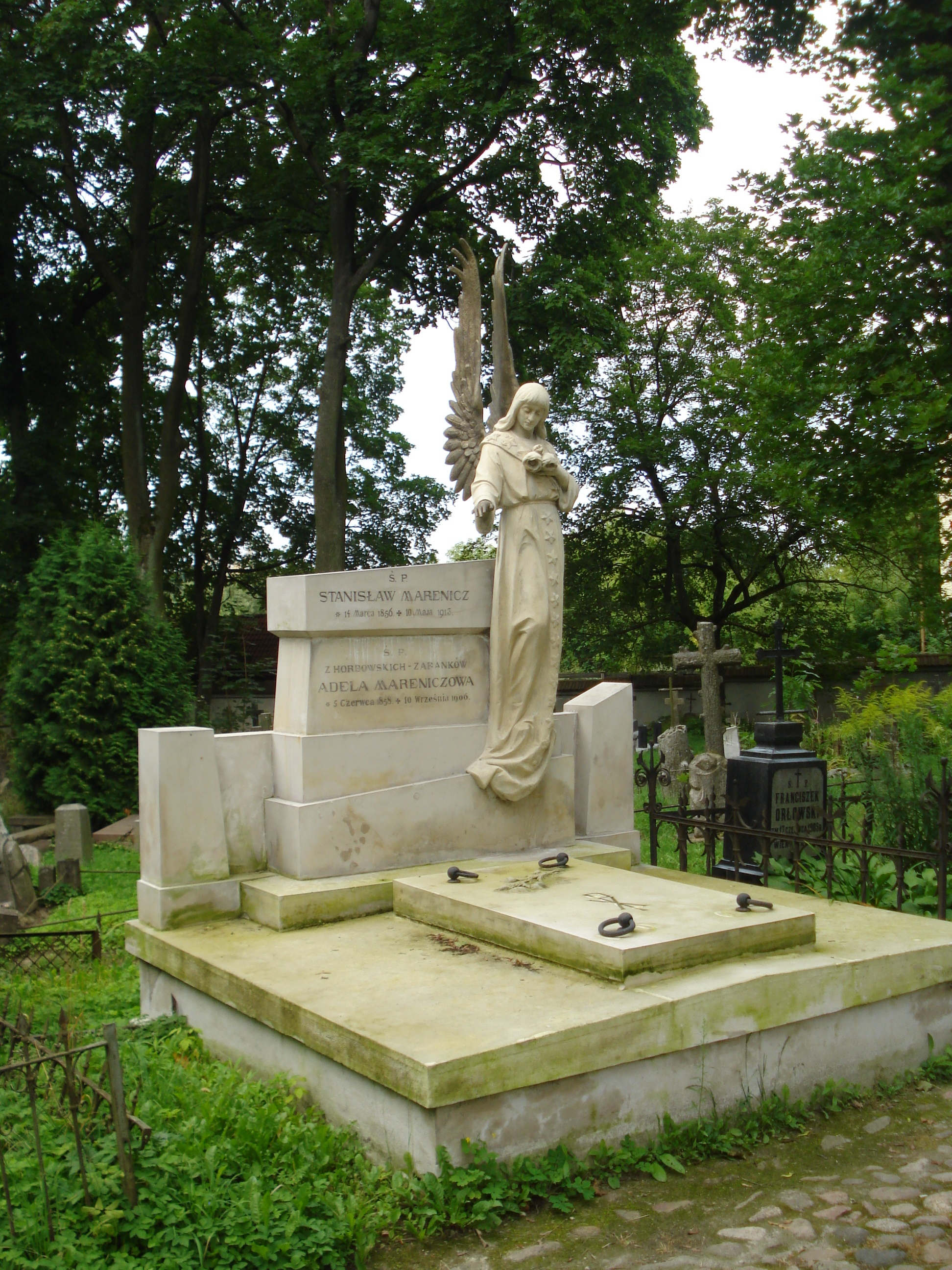
Tombe de la famille Marenicz
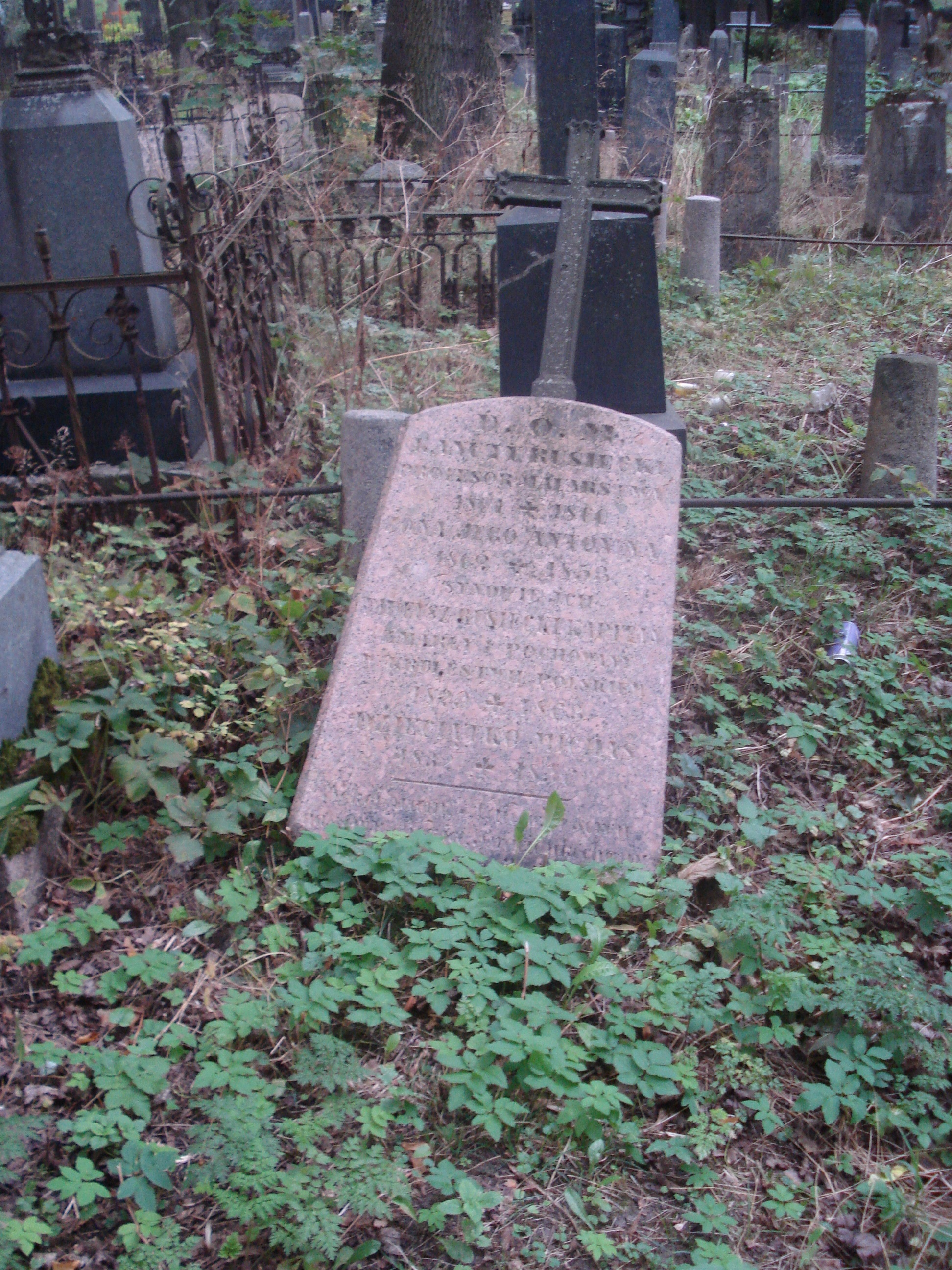
Tombe du peintre Rusiecki (1800-1860)
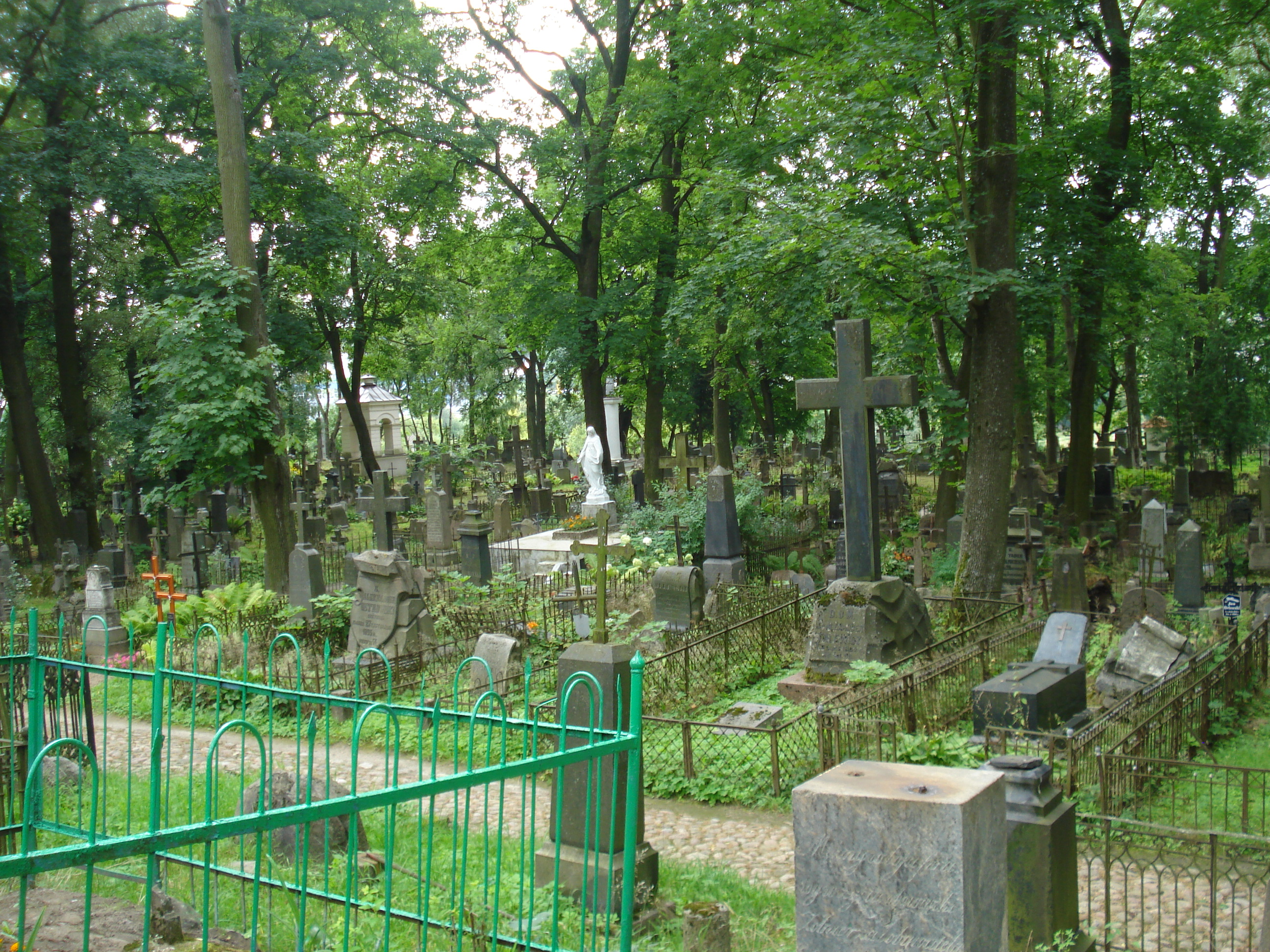
Vue d'une allée du cimetière
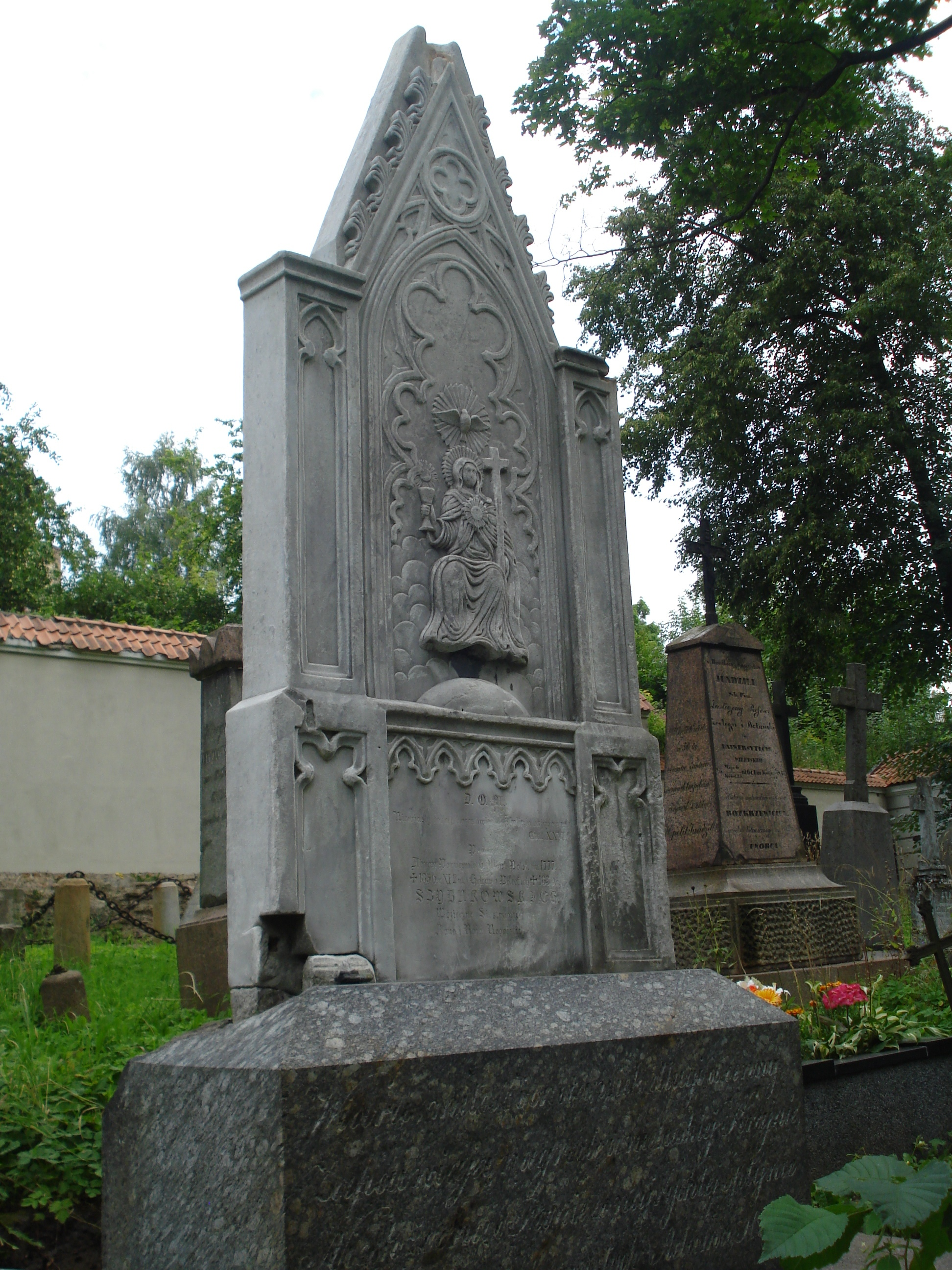
Tombe de style néogothique
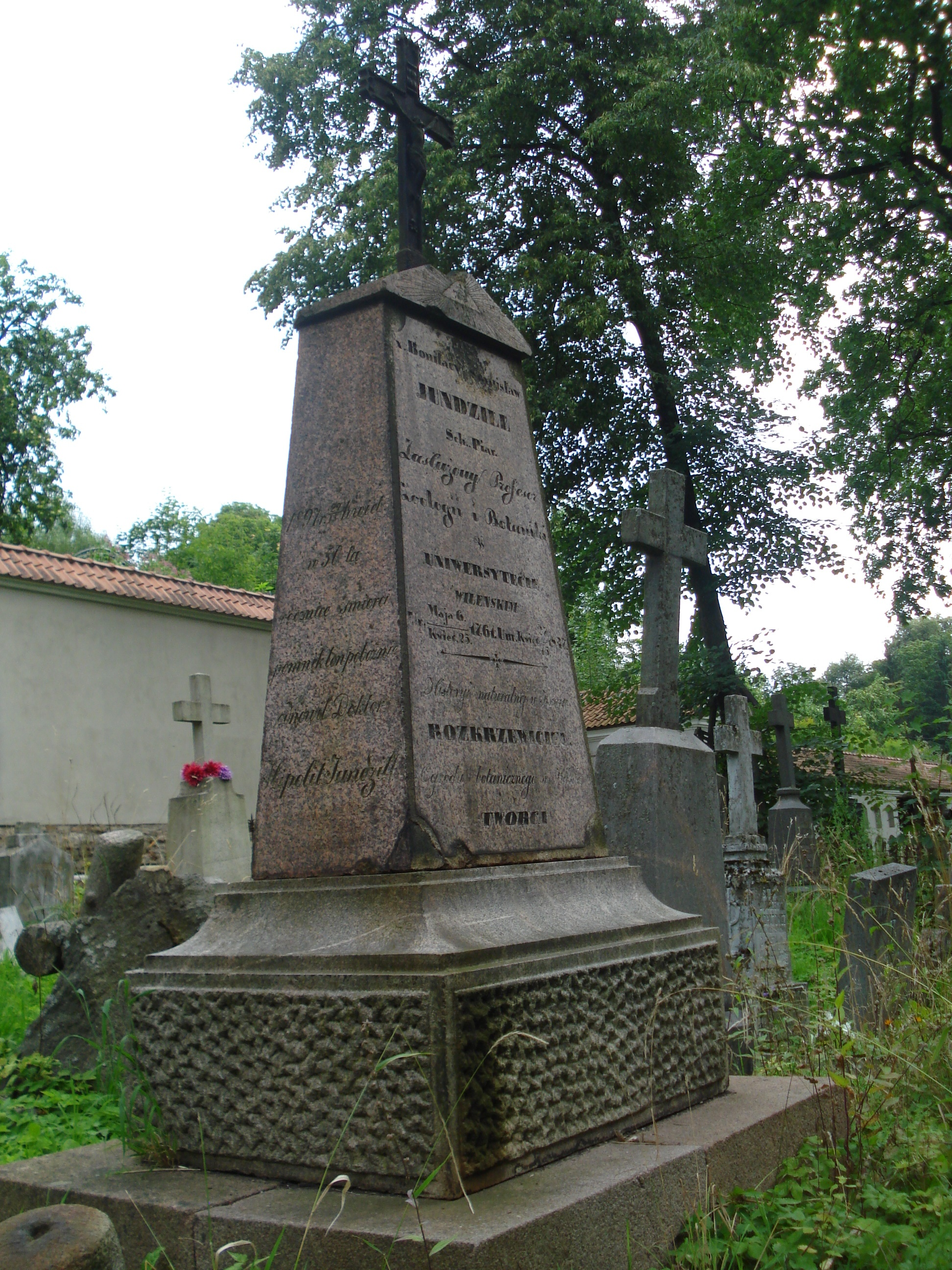
Tombe du professeur Jundzill (1761-1847)